# Eberhardtia aurata
Eberhardtia aurata är en tvåhjärtbladig växtart som först beskrevs av Jean Baptiste Louis Pierre och Marcel Marie Maurice Dubard, och fick sitt nu gällande namn av Paul Lecomte. Eberhardtia aurata ingår i släktet Eberhardtia och familjen Sapotaceae. Inga underarter finns listade i Catalogue of Life.